# アラバストロン

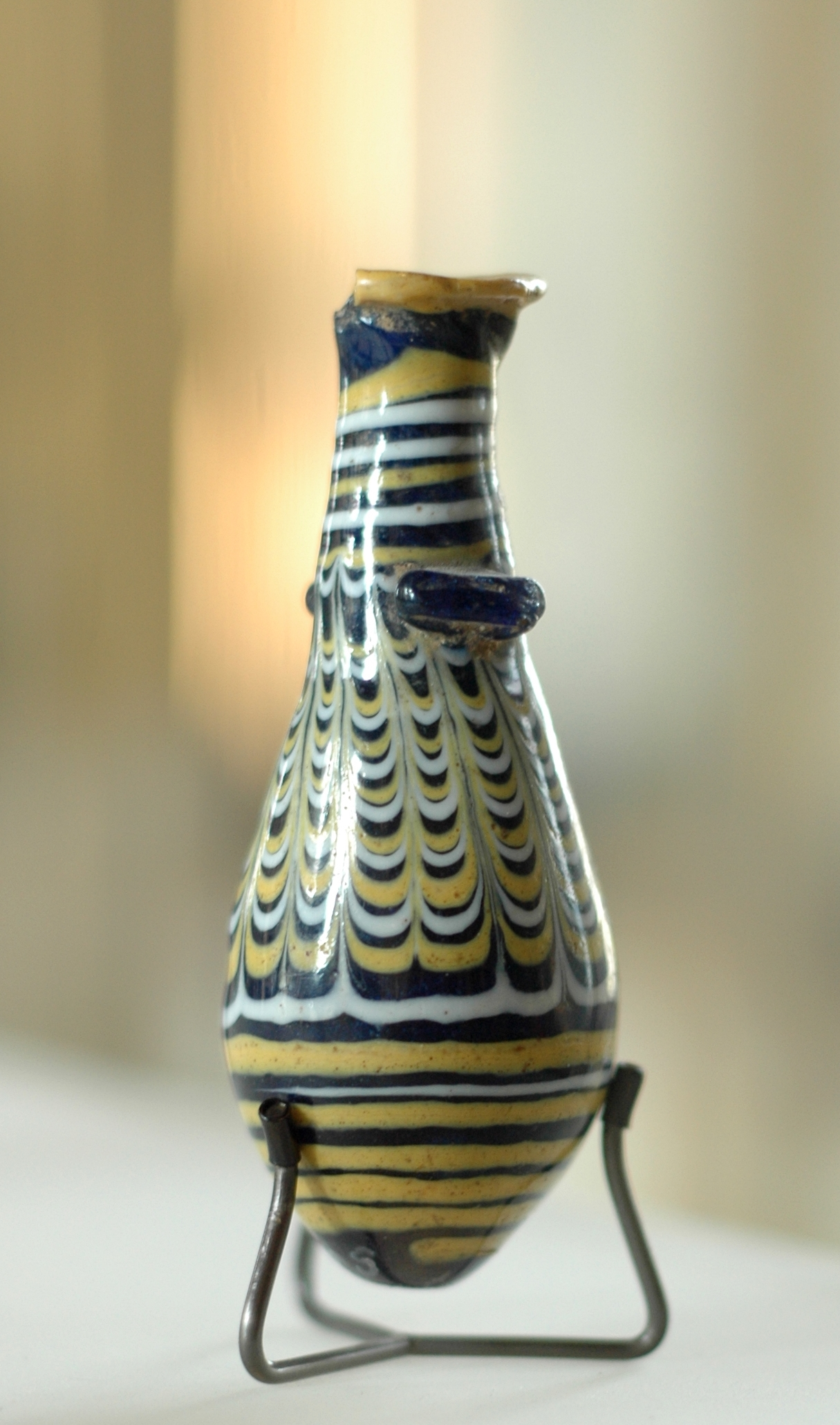
ガラス製のアラバストロン。紀元前1世紀か2世紀。イタリア半島産と見られる。

アラバストロン（ギリシア語: αλάβαστρον、alabastron）は古代の陶器の一種で、香油やマッサージ用油の容器として古代に使われていたものである。紀元前11世紀ごろの古代エジプトが発祥で、アラバスターを彫った容器が最初であり、そのためアラバストロンと呼ばれている。それが古代ギリシアに伝わり、そこから各地に広まった。
多くのアラバストロンはほっそりしていて底が丸く、首の部分が細くなっていて、口は丸く広がっている。取っ手がないことが多いが、耳のような形状の突起がついていて、そこに穴が開いていることもある。その場合は穴に紐を通して持ち運びしやすいようにした。
古代エジプトの初期のアラバストロンはヤシの木を模した形状で、円柱状の胴体にヤシの葉が広がったような上部と脚部があった。後にガラスで作られるようになり、ホタテガイ、花綱飾り、幾何学模様、輪、ジグザグなどの様々な模様で装飾されるようになった。
紀元前7世紀ごろ、ギリシャでアラバストロンが広まり、古代ギリシアの陶芸の重要な要素の1つとなった。古代ギリシアのアラバストロンには次の3種類がある。
- コリントス式の球根状の形状のもの。高さは8cmから10cm。ギリシャ各地で出土している一般的なデザイン。
- 細長い形状のもの。ギリシャ東部、エトルリア、イタリア＝コリントス様式の陶器によく見られる。
- アッティカ式。高さ10cmから20cmで、底が丸く持ち運び用の突起がある。

アラバストロンは古代には世界各地に見られ、アッシリア、シリア、パレスチナなどで特に多い。ギリシアやエジプトから輸入したものや真似て作ったものと見られている。
古代ギリシアでは最初の百年ほどは銀器としてアラバストロンを作っていた。細長い形状で高さは12cmから16cmで、精巧に装飾されていた。一般に水平に4つのゾーンに分け、装飾を帯状に施している。